# Helena Vilhelmsson
Inga Kristin Helena Vilhelmsson, född 4 maj 1965 i Vikers församling, Örebro län, är en svensk politiker (centerpartist). Hon är ordinarie riksdagsledamot sedan 2018, invald för Örebro läns valkrets.
Vilhelmsson var mellan år 2014 och 2022 vice förbundsordförande för Centerkvinnorna. Hon har varit ordförande för Centerpartiet i Örebro län och tidigare även varit kommunalråd och oppositionsråd i Nora kommun.
I riksdagen är Vilhelmsson suppleant i bland annat justitieutskottet, skatteutskottet och riksdagens styrgrupp för bilaterala demokratifrämjande samarbete.
Vilhelmsson är utbildad skogstekniker och är bosatt på en gård utanför Nora.